# Chaetonerius londti
Chaetonerius londti är en tvåvingeart som beskrevs av Barraclough 1993. Chaetonerius londti ingår i släktet Chaetonerius och familjen Neriidae. Inga underarter finns listade i Catalogue of Life.